# 城古酒
城古酒是中华人民共和国陕西省汉中市城固出产的一种白酒，源于1952年6月成立的国营陕西省工业厅城固酒厂，酒厂于2000破产，2004年被私企陕西汉中林源实业发展有限公司收购，2012年10月又被另一民企陕西省恒源煤电集团收购，但复产后产品已由原“城固”改为城古系列。城古酒乃以高粱、玉米、小麦、大米、和糯米为原料酿成的麸曲浓香型白酒。其中“城古牌”城古特曲、城古醇系列白酒曾获“陕西名牌”、“中国文化名酒”、“中国食品博览会金奖”等五十多项大奖。“城古牌”白酒被国家商务部授予“中华老字号”称号和被评为陕西省著名商标。